# Carry Me Home
Carry Me Home é um EP da banda Third Day, lançado em Agosto de 2002. O disco foi gravado durante a torné Come Together em beneficiação da organização Habitat para a Humanidade. Inclui três faixas já editadas e ainda duas gravadas ao vivo.
| Críticas profissionais                                                      | Críticas profissionais |
| Avaliações da crítica                                                       | Avaliações da crítica  |
| Fonte                                                                       | Avaliação              |
| --------------------------------------------------------------------------- | ---------------------- |
| Jesus Freak Hideout                                                         | [ 2 ]                  |
| Esta tabela precisa de ser acompanhada por texto em prosa. Consulte o guia. |                        |

## Faixas
1. "Carry Me Home"
2. "Sky Falls Down" (Ao vivo)
3. "King of Glory" (Ao vivo)
4. "1000 Years"
5. "Cross of Nails"